# Желяково (Северо-Казахстанская область)
Желяково (каз. Желяково) — село в Кызылжарском районе Северо-Казахстанской области Казахстана. Входит в состав Вагулинского сельского округа. Код КАТО — 595043300.
Вблизи села находятся озёра Жиляково, Гусиное и Никульское.

## Население
В 1999 году население села составляло 314 человек (163 мужчины и 151 женщина). По данным переписи 2009 года, в селе проживало 198 человек (101 мужчина и 97 женщин).